# Talco
Talco (с итал. — «тальк») — итальянская фолк/ска-панк-группа, образовавшаяся в Венеции в 2001 году. В 2004 году записала свой первый альбом под названием Tutti Assolti. Отличается левой, антикапиталистической и антифашистской направленностью текстов. Группа имеет большую армию фанатов в родной Италии, Германии и, с недавнего времени, в России.
Название группы происходит от итальянского названия талька, с которым, как признаются сами участники группы, они любили баловаться в детстве.

## История
Первые концерты Talco прошли в 2000 году (тогда ещё под именем «Talko Mentolato»). Начиная с «Lugo Ska Festival» в Романье летом 2000, музыка Talco стала известна во всей Италии. В апреле 2001 года группа получила первую награду на венецианском музыкальном конкурсе «Aurora on Stage». В том же году они опубликовывали первые 6 студийных демо-песен, записанных на лейбле Lesder Studio of Treviso. Имя было изменено на «Talco». Затем играли исключительно вживую, до тех пор пока после небольших перестановок в группе в 2004 они не опубликовали первый альбом Tutti Assolti. Альбом разошёлся тиражом более 2000 копий.
После туров по Италии, Германии и Швейцарии в 2006 году был опубликован второй альбом — Combat Circus, а для песни «La Carovana» был записан видеоклип. За этим следовал фестиваль «Move against G8» в Берлине и маленький немецкий тур. После этой поездки в группе произошли небольшие перестановки. Talco покинули Terra (тромбон) и Keko (бас-гитара).
Однако группа собралась вновь и начала работать над новым альбомом, который появился уже в апреле 2008 и назывался Mazel Tov. Как и в случае с обоими предшествующими альбомами, презентация прошла в родном городе Talco 25 апреля, в день освобождения Италии от фашизма.
В сентябре 2009 года группаo подписала контракт с новой звукозаписывающей компанией Destiny Records, где были переизданы её последние два альбома.
В октябре 2009 года музыканты выпустили благотворительный сингл «St. Pauli», на котором наряду с песнями с альбома Mazel Tov находится также по-немецки спетый вариант песни «St. Pauli».
Весной 2010 года группа взяла время, чтобы опять отправиться в студию и записать альбом La Cretina Commedia. Альбом вышел 25 августа 2010. La Cretina Commedia — концепт-альбом с 13 песнями, который посвящён левому активисту Джузеппе «Пеппино» Импастато. Обложка альбома является отсылкой к альбому «...And out come the wolves» культовой панк-группы Rancid (как и первый EP не менее известной хардкор-группы Minor Threat) и напоминает о панк- и хардкор-корнях Talco.
После выхода последнего релиза Talco находятся в постоянных разъездах. Однако, по причине того, что все участники группы помимо музыки имеют основную работу, Talco играют, в отличие от многих других групп, во время коротких поездок или даже на выходных, которые, однако, проходят в течение всего года. Летом 2011 года группа посетила более 20 фестивалей, среди которых «Taubertal-Festival», «Open Flair», «Haltestelle Woodstock» в Польше и «Stare Misto Festival» во Львове.
30 августа 2012 года группа объявила о выходе очередного полноформатного альбома с рабочим названием Gran Galà, релиз которого состоялся 23 ноября 2012 года. Премьера клипа на песню «Danza dell’Autunno Rosa» состоялась 20 октября 2012 года.
6 ноября 2015 года на лейбле Destiny Records был выпущен шестой альбом группы — Silent Town. Весной 2016 года группа отправилась в тур в поддержку альбома, отыграв 26 концертов в Европе.
Седьмой студийный альбом группы — And The Winner Isn't — был выпущен 25 февраля 2018 года.
19 февраля 2021 года Talco под именем Talco Maskerade, но в обычном составе, выпустила акустический альбом Locktown.

## Концерты в России и СНГ

### Прошедшие концерты
- 18 сентября 2010 — Россия, Москва, клуб «Plan B» (На разогреве Нормы морали и Loony Tunes)
- 28 мая 2011 — Украина, Львов, «Stare Misto Festival» (Совместно с The No Smoking Orchestra, IAMX, Rotfront, Poets Of The Fall и La Phaze)
- 1 октября 2011 — Россия, Москва, клуб «Plan B» (На разогреве Нормы морали)
- 2 октября 2011 — Россия, Санкт-Петербург, клуб «Dusche» (На разогреве Батарея)
- 5 августа 2012 — Россия, Краснодарский край, поселок Янтарь (Веселовка), «Kubana» (Совместно с Enter Shikari, Noize MC, Infected Mushroom, Animal Джаz, СЛОТ, Ляпис Трубецкой, Ленинград, Spitfire, Atari Teenage Riot и др.)
- 13 сентября 2013 — Россия, Санкт-Петербург, клуб «Аврора» (Совместно с Distemper)
- 14 сентября 2013 — Россия, Москва, клуб «PIPL» (Совместно с Distemper)
- 13 ноября 2014 — Беларусь, Минск, клуб RE:PUBLIC
- 14 ноября 2014 — Россия, Брянск, Клуб ЦЕХ
- 15 ноября 2014 — Россия, Москва, клуб ТеатрЪ
- 16 ноября 2014 — Россия, Санкт-Петербург, клуб Phoenix
- 16 октября 2016 — Россия, Екатеринбург, клуб Дом Печати
- 22 октября 2016 — Россия, Москва, Клуб Volta
- 5 октября 2018 — Россия, Санкт-Петербург, Клуб Opera
- 6 октября 2018 — Россия, Москва, Клуб RED

### Отменённые концерты
- 28 сентября 2011 — Украина, Киев (концерт отменен из-за проблем с получением визы)
- 29 сентября 2011 — Белоруссия, Минск, клуб «Re:Public» (Концерт отменен, во-первых, из-за того, что паспорта слишком долго задержались в российском посольстве, а во-вторых, из-за отмены концерта в Киеве группе пришлось изменить маршрут)

## Стиль группы
Группа играет ска с элементами стрит-панка. На звучание группы также повлияли антифашисты Ska-P, как музыкально, так и идеологически, и итальянская народная музыка. Участники Talco называют свой музыкальный стиль «Патчанкой» (первый альбом Mano Negra), с влияниями The Clash и Gogol Bordello и элементами балканской музыки. Начиная с альбома «Combat Circus» музыканты называют свой стиль «Combat Ska». Данная классификация не слишком распространена в России, однако, в Италии так обозначаются такие группы, как Banda Bassotti, RedSka и сами Talco. Отличия комбат-ска от обычного ска-панка заключаются в большей четкости и некой маршевости исполнения и политизированности текстов.
У группы имеются как быстрые, так и медленные песни с духовой аранжировкой. Наряду с обыкновенным инструментами для ска-панка (гитарами, ударными, басом и духовыми) на альбоме «Mazel Tov» присутствует скрипка. Начиная с первого альбома обязательным атрибутом Talco считался синтезатор с аккордеонным звучанием, однако, по причине ухода Симона Вионелло из группы, альбом «La Cretina Commedia» записан без клавишных. Песни «Diari Perduti» с альбома «Combat Circus», «Il Lamento del Mare» с «Mazel Tov» и «Ultima eta» с «La Cretina Commedia» были спеты вместе с Федерикой Гоццо, подругой группы из Аргентины. Talco поют полностью на итальянском языке, за исключением песни «St. Pauli» с одноименного сингла, а также кавер-версии «La Mano De Dios», посвящённая Диего Марадоне, которая исполняется на испанском, как оригинал, исполненный самим футболистом. К каждому альбому прилагается буклет с текстами песен и английским переводом. Тексты группы сильно политизированы.
Название альбома «Mazel Tov», в переводе с идиша, означает «Всего хорошего». Кроме того, это также название одной из известных песен Клезмер.

## Дискография

### Демо
- 2001 — Talko Mentolato

### Студийные альбомы
- 2004 — Tutti Assolti
- 2006 — Combat Circus
- 2008 — Mazel Tov
- 2010 — La Cretina Commedia
- 2012 — Gran Galà
- 2015 — Silent Town
- 2018 — And the Winner Isn’t
- 2021 — Locktown
- 2022 — Videogame

### Мини-альбомы
- 2022 — Insert Coin

### Концертные альбомы
- 2000 — Live
- 2014 — 10 Years - Live In Iruña

### Синглы
- 2008 — St. Pauli (посвящён футбольному клубу «Санкт-Паули»)
- 2013 — Teleternita
- 2014 — L`Odore Della Morte

### Участие в сборниках
- 2004 — Skannibal Party Vol.4 — песня «Notti Cilene»
- 2005 — Nextpunk Vol.2 — песня «L’odore della morte»
- 2006 — Punx United for Chapas — песня «60 anni»
- 2007 — Kob vs Mad Butcher — песни «Corri» и «La Carovana»
- 2010 — 100 Jahre St. Pauli — песня «St. Pauli»

## Видеография
- 2003 — Corri
- 2007 — La Carovana
- 2011 — La parabola dei Battagghi
- 2011 — Perduto Maggio
- 2012 — Danza dell’Autunno Rosa
- 2012 — San maritan
- 2013 — Teleternità
- 2013 — L’Odore della Morte
- 2013 — La Mia Città

## Состав
- Tomaso «Dema» De Mattia — Вокал и гитара
- Emanuele «Jesus» Randon — Гитара и банджо
- Marco «Ketto» Salvatici — Бас-гитара
- Nicola «Nick» Marangon — Барабаны
- Marco «Tuscia» Piccioni — Тенор-саксофон
- Andrea «Rizia» Barin — Тромбон

Бывшие участники 
- Simone «Tonello» Vianello — Клавишные, тромбон и бэк-вокал
- Francesco «Keko» Rioda — Бас-гитара
- Riccardo «Terra» Terrin — Тромбон
- Davide Sambin — Тенор-саксофон
- Daniele Sartori — Бас-гитара
- Ilaria Pasqualetto — Тенор-саксофон
- Rocco — Гитара
- Enrico «Cioro» Marchioro — Тенор-саксофон